# HMS Bittern (1937)
HMS Bittern (Корабль Его Величества «Биттерн») — британский шлюп типа «Биттерн», принимавший участие во Второй мировой войне. Первый из британских шлюпов, не имевший трального оборудования. В качестве эксперимента был вооружён в зенитно-противолодочном варианте.
30 апреля 1940 года серьёзно повреждён немецкой авиацией во время эвакуации Намсуса, после чего добит союзными кораблями.

## Строительство
Шлюп был построен на верфи фирмы J. Samuel White в Каусе, остров Уайт. Строительство было начато 27 августа 1936 года. Шлюп спустили на воду 14 июля 1937 года. Вступил в строй 15 марта 1938 года.

## Конструкция
Как и другие шлюпы этого типа, являлся более быстроходным и лучше вооруженным в сравнении со шлюпами предыдущего типа «Гримсби». Важным нововведением стало появление в конструкции успокоителей качки системы Денни-Брауна.
Проект оказался удачным — «Биттерн» стал прототипом для нескольких серий шлюпов противовоздушной обороны, строившихся в ходе войны. В 1939 году аналогичное вооружение получил однотипный шлюп «Сток».

### Главные размерения
- Стандартное водоизмещение: 1195 дл. тонн[3];
- Полное водоизмещение: 1625 дл. тонн[3];
- Длина: 81 метр[2];
- Ширина: 11,3 метра[2];
- Осадка при стандартном водоизмещении: 8 футов 6 дюймов (2,59 метра)[3];
- Осадка (средняя) при полном водоизмещении: 10 футов 8 дюймов (3,33 метра)[3].

### Вооружение
Ещё в 1934—1935 годах Адмиралтейство пересмотрело свои представления на воздушную угрозу, поскольку к середине 1930-х годов появились новые типы самолётов, обладавшие высокой скоростью и большой дальностью полёта, и способные поднять в воздух несколько тонн авиабомб. Кроме того, на вооружение авиации стали поступать авиационные прицелы, в несколько раз повысившие точность бомбометания. В этих обстоятельствах Адмиралтейство решило в качестве эксперимента достроить «Биттерн» в зенитно-противолодочном варианте. Рассматривались несколько вариантов артиллерийского вооружения:
1. три или четыре спаренных 102-мм орудия нового образца,
2. четыре 120-мм орудия на станках, обеспечивающих угол вертикального наведения +40° (как на эсминцах), и несколько малокалиберных зенитных автоматов,
3. четыре одноствольных универсальных 120-мм пушки с максимальным углом вертикального наведения, равным +70°.

Универсальное 120-мм орудие, испытанное на линкоре «Нельсон», показало себя очень «капризным» и малопригодным для эксплуатации. Размещению на шлюпе успешно «доведённых» 102-мм спаренных орудий поначалу мешала дипломатическая проблема: шлюп с таким вооружением попадал под ограничения Лондонского соглашения 1930 года, однако в 1936 году было подписано новое Лондонское соглашение, отменившее все ранее существовавшие договорённости.
В результате шлюп получил вооружение, ставшее стандартным для большинства последующих шлюпов:
- три спаренных 102-мм орудия Mk. XIX (боекомплект 250 выстрелов на ствол);
- счетверённый 12,7-мм пулемёт «Виккерс» Mk. III на лафете Mk. II (2500 патронов на ствол);
- четыре 7,7-мм пулемёта «Льюис» (2500 патронов на каждый).

Комплект приборов управления зенитной стрельбой позволял вести лишь заградительный огонь. Корабль мог вести достаточно эффективный огонь при крене до 15°.
Противолодочное вооружение состояло из двух штоковых бомбомётов и двух бомбосбрасывателей, установленных на корме. Запас глубинных бомб — 40 штук.
Во время достройки «Биттерн» получил гидроакустическую станцию «Асдик» тип 124.
Ещё одной особенностью «Биттерна» стало то, что, впервые со времён британских конвойных шлюпов Первой мировой войны, шлюп не получил трального оборудования.

### Энергетическая установка и запас топлива
Движение корабля обеспечивали два турбозубчатых агрегата системы Парсонса со встроенными ступенями крейсерского хода, работавших на два гребных винта. Энергетическая установка развивала мощность в 3300 л. с. (2427 кВт), обеспечивая максимальную скорость хода 18,75 узла (34,73 км/ч). Пар для турбины производили два трёхколлекторных паровых котла.
Запас топлива составлял 364 тонны, что позволяло пройти экономическим 10-узловым ходом 5150 морских миль. Расход топлива: 0,66 т/ч. Помимо топлива для турбин в отдельной цистерне хранилось 22 т дизельного топлива для дизель-генератора.

### Экипаж
В военное время экипаж насчитывал 156 офицеров, старшин и матросов, в мирное время — 125 человек.

## Служба
До января 1939 года шлюп использовался для испытаний 102-мм универсальных артиллерийских установок, после чего стал флагманским кораблём 1-й флотилии противолодочной обороны. После начала Второй мировой войны вошёл в состав Эскортных сил Розайта, сопровождал конвои у восточного побережья Британии.
8 апреля 1940 года «Биттерн» присоединился к Флоту метрополии для обеспечения противовоздушной обороны в ходе высадки союзников в Норвегии.
14 апреля в Росайте совместно со шлюпами «Блэк Суон», «Фламинго» и «Окленд» принял на борт морских пехотинцев, моряков и персонал частей противовоздушной обороны, которых нужно было перевезти в Норвегию. Это был авангард южной группировки войск, предназначенной для захвата Тронхейма, усиленный батареей 40-мм зенитных орудий и тремя 3,7-дюймовыми гаубицами.
17 апреля около 22:00 шлюпы прибыли в Ондалснес, после чего начали выгрузку войск и снаряжения, завершив работы к 7:00 следующего дня. Тем же утром «Биттерн» и «Окленд» получили приказ выгрузить две из трёх привезённых из Росайта 3,7-дюймовых гаубиц в Олесунне.
В дальнейшем «Биттерн» выполнял задачи ПВО в Намсусе и Ондалснесе. 30 апреля 1940 года в ходе эвакуации Намсуса атакован немецкими пикирующими бомбардировщиками Ju 87, получил попадание авиабомбы в корму. Взрыв вызвал детонацию глубинных бомб. «Биттерн» получил очень серьёзные повреждения, однако остался на плаву. Находившиеся поблизости корабли союзников сняли с горящего шлюпа выживших, после чего корабль был добит торпедой с эскадренного миноносца «Янус», поскольку британцы опасались, что «Биттерн» вынесет на мелководье, и там немцы смогут снять с него секретное оборудование.

## Утечка топлива
В 2011 году из лежащего на дне остова шлюпа начало просачиваться топливо. Угроза окружающей среде заставила власти Норвегии включить «Биттерн» в список затонувших судов, из которых должны были откачать остатки топлива. В том же году к остову шлюпа была спущена минисубмарина, с помощью которой в обшивке судна было сделано отверстие, через которое нефтепродукты были откачаны надводным судном-сборщиком.

## Комментарии
1. ↑  Авангард получил кодовое название Primrose, а вся южная группировка — Sickleforce. Северная группировка, действовавшая из Намсуса, получила наименование Mauriceforce